# Рід Даймонд
Рід Едвард Даймонд (англ. Reed Edward Diamond, нар. 20 липня 1967, Нью-Йорк) — американський актор. Найбільш відомий роллю Джека Вассера в серіалі «Мандрівник» і роллю Лоуренса Домініка у «Клубі ляльок».

## Біографія
Рід Даймонд народився в Брукліні, син телережисер Роберта і астролога Елісон Даймонд. Батьки розлучилися, коли він був дитиною. Даймонд закінчив Університет Північної Кароліни в Чапел-Гілл, навчався в поліцейській академії Лос-Анджелеса і в Джульярдській школі. Грав на Бродвеї, знімався в багатьох телесеріалах. Найбільш відома роль — детектив Майк Келлерман в серіалі «Убивчий відділ».
У 1995—1997 роках був одружений з акторкою Фредерікою Кестен. У 2004 році одружився з акторкою Марні Макфейл, подружжя живе в Лос-Анджелесі.

## Фільмографія

### Фільми
| Рік  |    | Українська назва                | Оригінальна назва                   | Роль                        |
| ---- | -- | ------------------------------- | ----------------------------------- | --------------------------- |
| 1990 | ф  | Мемфіська красуня               | Memphis Belle                       | сержант Верджіл Хугестегер  |
| 1991 | тф |                                 | Ironclads                           | Леслі Хармон                |
| 1994 | ф  | Пряма і явна загроза            | Clear and Present Danger            | начальник берегової охорони |
| 1995 | ф  | Убивці                          | Assassins                           | Боб                         |
| 2000 | тф |                                 | Homicide: The Movie                 | детектив Майк Келлерман     |
| 2000 | тф | Рівно опівдні                   | High Noon                           | Гарві Пелл                  |
| 2001 | ф  | Медісон                         | Madison                             | Скіп Нотон                  |
| 2002 | тф | Стежкою війни                   | Path to War                         | офіцер                      |
| 2003 | ф  | S.W.A.T.: Спецназ міста янголів | S.W.A.T.                            | офіцер Девід Берресс        |
| 2004 | ф  | Людина-павук 2                  | Spider-Man 2                        | Елджернон                   |
| 2005 | ф  | Добраніч, та нехай щастить      | Good Night, and Good Luck           | Джон Аарон                  |
| 2007 | ф  | Знайомтесь: Білл                | Meet Bill                           | Пол                         |
| 2011 | ф  | Людина, яка змінила все         | Moneyball                           | Марк Шапіро                 |
| 2012 | ф  | Багато галасу з нічого          | Much Ado About Nothing              | Дон Педро                   |
| 2017 | ф  |                                 | Confessions of a Teenage Jesus Jerk | Міллер                      |
| 2019 | ф  | Друзі назавжди                  | Our Friend                          | Пітер                       |
| 2020 | ф  |                                 | Pearl                               | Марті Сігел                 |
| 2025 | ф  | Фатальний меседж                | Drop                                | Річард                      |

### Серіали
| Рік       |   | Українська назва                   | Оригінальна назва            | Роль                               |
| --------- | - | ---------------------------------- | ---------------------------- | ---------------------------------- |
| 1991      | с | Закон і порядок                    | Law & Order                  | Крістофер Бейлор                   |
| 1995—1998 | с | Убивчий відділ                     | Homicide: Life on the Street | детектив Майк Келлерман            |
| 1999      | с | Справедлива Емі                    | Judging Amy                  | Стюарт Коллінз                     |
| 2002—2006 | с | Щит                                | The Shield                   | Террі Кроулі / фотограф            |
| 2004—2005 | с | Західне крило                      | The West Wing                | доктор Майк Гордон                 |
| 2005      | с | Закон і порядок                    | Law & Order                  | містер Клайн                       |
| 2006      | с | Зоряна брама: SG-1                 | Stargate SG-1                | майор Брайс Фергюсон               |
| 2006      | с | Без сліду                          | Without a Trace              | Ерік Хейс                          |
| 2006      | с | Та, що говорить з привидами        | Ghost Whisperer              | доктор Мартін Шаер                 |
| 2007      | с | Мандрівник                         | Journeyman                   | Джек Вассер                        |
| 2008      | с | Криміналісти: мислити як злочинець | Criminal Minds               | Крейг Бріджес                      |
| 2009      | с | До смерті красива                  | Drop Dead Diva               | Чед Біллмайер                      |
| 2009      | с | Монк                               | Monk                         | агент Стоун                        |
| 2009      | с | Касл                               | Castle                       | доктор Камерон Телбот              |
| 2009—2010 | с | Клуб ляльок                        | Dollhouse                    | Лоренс Домінік                     |
| 2010      | с | 24                                 | 24                           | Джейсон Піллар                     |
| 2011—2013 | с | Менталіст                          | The Mentalist                | Рей Хаффнер                        |
| 2011—2014 | с | Франклін та Беш                    | Franklin & Bash              | Деміен Карп                        |
| 2012      | с | Відчайдушні домогосподарки         | Desperate Housewives         | Грег Лімон                         |
| 2012      | с | Кістки                             | Bones                        | спеціальний агент Хейс Фінн        |
| 2012      | с | Революція                          | Revolution                   | сержант Вітлі                      |
| 2013      | с | Білий комірець                     | White Collar                 | Коул Едвардс                       |
| 2014—2018 | с | Агенти Щ.И.Т.                      | Agents of S.H.I.E.L.D.       | Деніел Вайтхолл / Вернер Райнхардт |
| 2015      | с | Сосни                              | Wayward Pines                | Гарольд Боллінджер                 |
| 2015      | с | Особлива думка                     | Minority Report              | Генрі Бломфельд                    |
| 2016      | с |                                    | Underground                  | Том Мейкон                         |
| 2016—2018 | с | Останній кандидат                  | Designated Survivor          | Джон Форстелл                      |
| 2017      | с | Ворожнеча                          | Feud                         | Пітер                              |
| 2018      | с | Судна ніч                          | The Purge                    | Альберт Стентон                    |
| 2019      | с | Мільярди                           | Billions                     | Еван Робардс                       |
| 2019      | с | Гаваї 5.0                          | Hawaii Five-0                | Клод Ностромо                      |
| 2019      | с | Терор                              | The Terror                   | полковник Столлінгс                |
| 2019      | с | Як уникнути покарання за вбивство  | How to Get Away with Murder  | Девід Голан                        |
| 2020      | с | 13 причин чому                     | 13 Reasons Why               | Хансен Фаундрі                     |
| 2021      | с | Детектив Босх                      | Bosch                        | Вінсент Францен                    |
| 2022      | с | Газлайт                            | Gaslit                       | Марк Фелт                          |
| 2022      | с | Краще подзвоніть Солу              | Better Call Saul             | Девід                              |
| 2023      | с |                                    | Orphan Black: Echoes         | Том                                |

### Відеоігри
| Рік  |    | Українська назва | Оригінальна назва | Роль                             |
| ---- | -- | ---------------- | ----------------- | -------------------------------- |
| 2019 | вг | Telling Lies     | Telling Lies      | спеціальний агент Майкл Кемпбелл |

## Зовнішні посилання
- Рід Даймонд на сайті IMDb (англ.)